# Émile de Lhomel
Émile de Lhomel est un homme politique français né le 11 novembre 1813 à Montreuil (Pas-de-Calais) et décédé le 23 mars 1906 à Sorrus (Pas-de-Calais).
Fils de notaire, il dirige la banque familiale de 1852 à 1892. Conseiller général, il est député du Pas-de-Calais de 1885 à 1889, siégeant à droite. Vice-président de la chambre de commerce, il est président de la société d'agriculture de l'arrondissement de Montreuil-sur-Mer.

## Sources
- « Émile de Lhomel », dans Adolphe Robert et Gaston Cougny, Dictionnaire des parlementaires français, Edgar Bourloton, 1889-1891 [détail de l’édition]
- « Émile de Lhomel », dans le Dictionnaire des parlementaires français (1889-1940), sous la direction de Jean Jolly, PUF, 1960 [détail de l’édition]
- Ressource relative à la vie publique :   - Base Sycomore